# Heliodínids
Els heliodínids (Heliodinidae) són una família de lepidòpters glossats de la superfamília dels iponomeutoideus (Yponomeutoide). Inclou petites arnes diürnes amb cossos esvelts i ales estrets. Els membres d'aquesta família es troben distribuïts a tot el món. Inclou 69 espècies.

## Gèneres
| - Acanthocasis - Actinoscelis - Adamantoscelis - Aetole - Agalmoscelis - Amphiclada - Anypoptus - Athlostola - Atrijuglans - Beijinga - Bonia - Camineutis - Capanica - Chrysoxestis - Coleopholas - Copocentra - Craterobathra - Crembalastis - Cyanarmostis - Cycloplasis | - Diascepsis - Echinophrictis - Ecrectica - Embola - Encratora - Epicroesa - Ethirastis - Gnamptonoma - Gymnogelastis - Gymnomacha - Haemangela - Heliodines - Hemicalyptris - Hethmoscelis - Hierophanes - Lamprolophus - Lamproteucha - Leuroscelis - Lissocnemitis | - Lithariapteryx - Lithotactis - Machaerocrates - Magorrhabda - Molybdurga - Philocoristis - Protanystis - Pseudastasia - Pteropygme - Scelorthus - Sisyrotarsa - Sobareutis - Thrasydoxa - Thriambeutis - Trichothyrsa - Trychnopepla - Wygodzinskyiana - Xestocasis - Zapyrastra |

## Antics gèneres
- Aenicteria
- Coracistis
- Lamachaera
- Percnarcha
- Placoptila